# Cassubia
Cassubia foi um gênero da família Anomalocaridae do Cambriano Inferior da Polônia. O gênero Cassubia é, até o momento, conhecido exclusivamente por seus apêndices. Apêndices pertencentes à Cassubia foram descritos da Formação Zawiszyn no norte da Polônia (Dzik e Lendzion 1988), Formação Mount Cap no noroeste do Canadá (Butterfield e Nicholas 1996) e da Formação Wheeler em Utah (Briggs et al. 2008).
Os apêndices do Cassubia são segmentados. Também são alongados e possuem espinhos ventrais. Há indicações de tergos (superfícies dorsais ou superiores de animais segmentados) distintos no Cassubia.